# Sân vận động 24 tháng 9
Sân vận động Quốc gia 24 tháng 9 (tiếng Bồ Đào Nha: Estádio Nacional 24 de Setembro) là một sân vận động đa năng ở Bissau, Guiné-Bissau. Sân vận động mở cửa vào năm 1989. Hiện sân được sử dụng chủ yếu cho các trận đấu bóng đá và sân vận động này có sức chứa 20.000 người. Sân hiện là sân nhà của đội tuyển bóng đá quốc gia Guiné-Bissau.

## Sử dụng
Các câu lạc bộ bóng đá thi đấu tại sân vận động bao gồm các đội chính của thành phố là Benfica Bissau và Sporting Bissau, cũng là những đội nổi tiếng của đất nước. Các câu lạc bộ khác chơi tại sân vận động bao gồm Inter Bissau và Portos de Bissau. Điền kinh cũng được sử dụng trong sân vận động.